# Coordination of Information on the Environment
CORINE, czyli Coordination of Information on the Environment - system informacji na temat przyrody nadzorowany przez Europejską Agencję Środowiska (EEA, czyli European Environmental Agency).
Celami programu są: 
- realizacja polityki ekologicznej UE, która obejmuje ochronę bioróżnorodności we wszystkich wymiarach
- określenie kierunku dotyczącego polityki ochrony przyrody, jej wdrażanie i pobudzanie różnych służb państwowych w tym wymiarze.

Siedzibą CORINE jest Bruksela.
CORINE stanowi podstawę dla systemu obszarów chronionych NATURA 2000 opartego na europejskiej sieci ekologicznej EECONET.
W Polsce program CORINE jest realizowany w trzech działach tematycznych:
- CORINE land cover (gromadzi informacje dotyczące użytkowania ziemi)
- CORINAIR (inwentaryzacja emisji zanieczyszczeń)
- CORINE biotopes (typowanie ostoi przyrodniczych, sporządzanie opisu bogactwa przyrodniczego)